# Huize Ashiana
Huize Ashiana is het grootste bejaardentehuis van Suriname; het staat in Paramaribo.
Het tehuis werd in 1981 opgericht voor sociaal zwakkere ouderen vanaf zestig jaar die niet meer zelfstandig kunnen functioneren vanwege sociale, medische of verpleegkundige redenen en daar zelf niet in kunnen voorzien.
In het verleden is er regelmatig onrust geweest binnen de organisatie. In 2011 en 2012 werd er gestaakt vanwege overbelasting van het personeel en het uitblijven van de betaling van overuren. Deze ontevredenheid hield jaren aan.
In 2019 staakten 23 personeelsleden zonder steun van de vakbond en in 2021 en 2022 werd opnieuw tot staking overgegaan. De eisen waren toen meer waardering, door betaling voor kleding en voor een middag- en nachtdiensttoelage. In juni 2024 stelde de regering een ondersteuningsteam in om de situatie te verbeteren, maar eind dat jaar was er nog geen zichtbare verandering.
In juli 2025 voert cabaretier Jörgen Raymann een week lang een solidariteitsactie voor Ashiana om aandacht te vragen voor de levenskwaliteit van ouderen. Rond deze tijd kampt het met een tekort aan verzorgend personeel, soms vier bewoners op een kamer, gebrek aan middelen en aan hygiëne. Soms liggen bewoners urenlang in een vuile luier.